# Leucoplasto

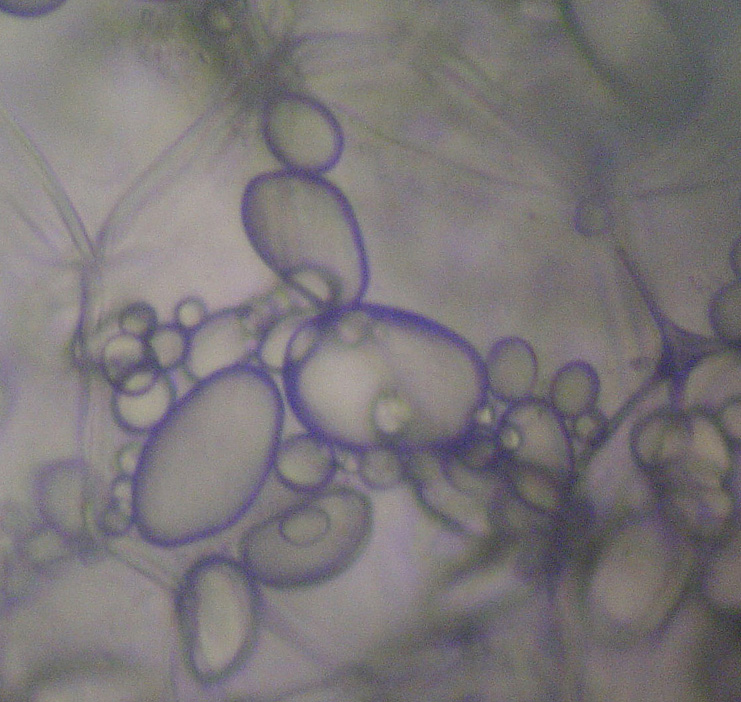
Leucoplastos

Leucoplastos são plastídeos apigmentados, ou seja, incolores, cuja função mais importante é armazenar substâncias de reserva, das quais a mais importante é o amido. Daí o nome amiloplastos ou grãos de milho que também recebem . Os amiloplastos são freqüentes em órgãos  subterrâneos  (raízes e caules) e em sementes e frutos. É sabido, também, que muitas vezes os amiloplastos expostos à luz ficam estimulados para a produção de clorofilas e se transformam em cloroplastos. Tal fenômeno pode ser observado na batata. Incluem: amiloplastos (reserva de amido, principal função), proteoplastos (reserva de proteínas), oleoplastos (reserva de óleos) e estatólitos (amiloplastos modificados responsáveis pelo geotropismo).